# Francesco Colangelo
 (avril 2022).
Francesco Colangelo, né le 26 novembre 1769 à Naples et mort dans cette même ville le 15 janvier 1836, est un prélat italien, évêque de Castellammare di Stabia.

## Biographie
Fils d’un avocat, naquit à Naples, le 25 novembre 1769, et entra vers 1780 dans le couvent de St-Pierre ad Aram, situé près de sa ville natale, et occupé, à cette époque, par les chanoines réguliers. En 1785, il se fit recevoir membre de la Congrégation de l'Oratoire, dont la règle austère s’accordait avec la gravité de son caractère et ses goûts scientifiques. Le zèle qu’il montra le conduisit bientôt aux premières charges de celte compagnie, qu’il remplit de la manière la plus distinguée. En 1815, le roi Ferdinand Ier l’avait désigné pour l’évêché de Sora, mais il n’accepta pas ce siège, préférant le modeste séjour de son monastère à l’éclat d’une prélature. Nommé, en 1820, par le même prince, évêque de Castellammare, il voulait également se soustraire à ce nouvel honneur ; mais le pape, informé des éminentes vertus qui le caractérisaient, lui fit manifester le désir de l’en voir revêtu. Colangelo n’osa plus résister ; il alla, en personne, présenter ses respects au souverain pontife, qui le dispensa des examens préalables, et le fit sacrer à Rome par le cardinal Pacca. Revenu à Naples, l’année suivante, il fut appelé à faire partie de la commission chargée d’exécuter le concordat avec le Saint-Siège. Ferdinand Ier le nomma, en 1825, président du département de l’instruction publique, et, en 1830, premier administrateur de l’imprimerie royale, fonctions qu’il exerça jusqu’au 15 janvier 1836, jour où une apoplexie foudroyante mit un terme à sa vie.

## Œuvres
- Opuscules scientifiques, in-8°.
- Recueil d’ouvrages appartenant à l’histoire littéraire, 2 vol. in-8.
- Le Galilée à l’usage de la jeunesse, in-8°.
- Vie de Pontano, in-8°.
- Vie d’Antonio Beccadelli, dit le Palermitain, in-8°.
- Vie de Giambattista della Porta, in-8°.
- Vie de Jacopo Sannazaro, in-8°.
- La Liberté irréligieuse de penser, in-8°.
- Apologie de la religion chrétienne, in-8°.
- Histoire des philosophes et mathématiciens napolitains, 3 vol. in-4°.
- Une homélie de St. Jean Chrysostome sur la Divinité de Jésus-Christ, traduite du grec avec notes.